# Casa del carrer Adrà, 31
Casa del carrer Adrà, 31 és una casa de cos del Masnou (Maresme).

## Descripció
Casa entre mitgeres de planta rectangular que consta de planta baixa i dos pisos amb la coberta plana practicable a mode de terrat.
La façana es disposa simètricament, excepte a la planta baixa, a partir de dos eixos de verticalitat. En el primer pis, hi ha un balcó continu amb barana de ferro i dues obertures i a la planta superior, hi ha dues obertures amb balconera.
El parament de la façana és discontinu, en el tram inferior és un esgrafiat imitant carreus posats a portell; el parament del tram és llis. Destaca l'esgrafiat entre les dues balconeres del segon pis, on es veu la data en xifres romanes de l'any 1923 "MCMXXIII", encerclat per motius florals. La cornisa superior és dentellada.